# Linquan
Linquan is een stad en een arrondissement in de prefectuur Fuyang in de Chinese provincie Anhui. Bij de volkstelling van 2020 had de stad zelf 505.006 inwoners, het arrondissement had 1.658.442 inwoners.